# ZALA 421-04M
Основна стаття - ZALA (БПЛА)
ZALA 421-04M — російський безпілотний літальний апарат виробництва компанії ZALA AERO GROUP, призначений для спостереження в широкому діапазоні метеоумов (в тому числі поверхонь зі складним рельєфом і водної поверхні), визначення ступеня завданих збитків, виявлення вибухових пристроїв, скидання невеликих вантажів, прикордонного контролю, виявлення нафтових розливів, обстеження стану ЛЕП і трубопроводів, пошуку і виявлення людей .

## Конструкція
Конструктивно являє собою електроприводний мікро-БПЛА, виконаний за схемою літаюче крило, з тягнучим повітряним гвинтом. Цільова апаратура включає в себе мікросхеми передачі інформації, а також малогабаритну відеокамеру або цифровий фотоапарат чи тепловізор.
Запуск апарату здійснюється з рук за допомогою еластичної або пневматичної катапульти і не вимагає спеціально обладнаної злітно-посадкової смуги. Посадка парашутна.
Отримання інформації з безпілотного апарату і подача йому команд здійснюється через блок управління, реалізований на базі портативного персонального комп'ютера.

## Застосування
БПЛА ZALA 421-04M пройшов у 2008 році програму державних випробувань Російської Федерації і з цього ж року стоїть на озброєнні ряду структур: МВС РФ, прикордонної служби РФ, ФСБ РФ, міністерства надзвичайних ситуацій РФ , Антитерористичний центр СНД, міністерства внутрішніх справ Таджикистану. У своїй роботі БПЛА ZALA 421-04M застосовують ряд підприємств Росії: «Рибоохорона», «Авіалесоохрана», «Газпром» , гідрометслужби Росії, Узбекистану і Таджикистану.
В МНС Росії даний апарат використовується для боротьби з лісовими пожежами, незаконними вирубками лісу і для оповіщення населення в надзвичайних ситуаціях.
Компанія «Газпром» використовує БПЛА ZALA 421-04M з метою антитерористичного захисту, забезпечення охорони та безпеки об'єктів, забезпечення технологічної безпеки, контролю технічного та інженерного стану інфраструктури газопроводів, отримання даних для проведення ремонту та будівництва, екологічного моніторингу.

## Тактико-технічні характеристики
- Радіус дії відео/радіоканалу — 15 км/25 км
- Тривалість польоту — 1,5 год
- Розмах крила БЛА — 1615 мм
- Максимальна висота польоту — 3600 м
- Запуск — За корпус БЛА
- Зліт — Еластична катапульта
- Тип двигуна — Електричний
- Швидкість — 65-100 км/год
- Максимальна злітна маса — 5,5 кг
- Маса цільового навантаження — до 1 кг
- Навігація — інерційна навігаційна система з корекцією GPS/ГЛОНАСС, радіодальномір
- Діапазон робочих температур — -30°C ... + 40°C

## Фото

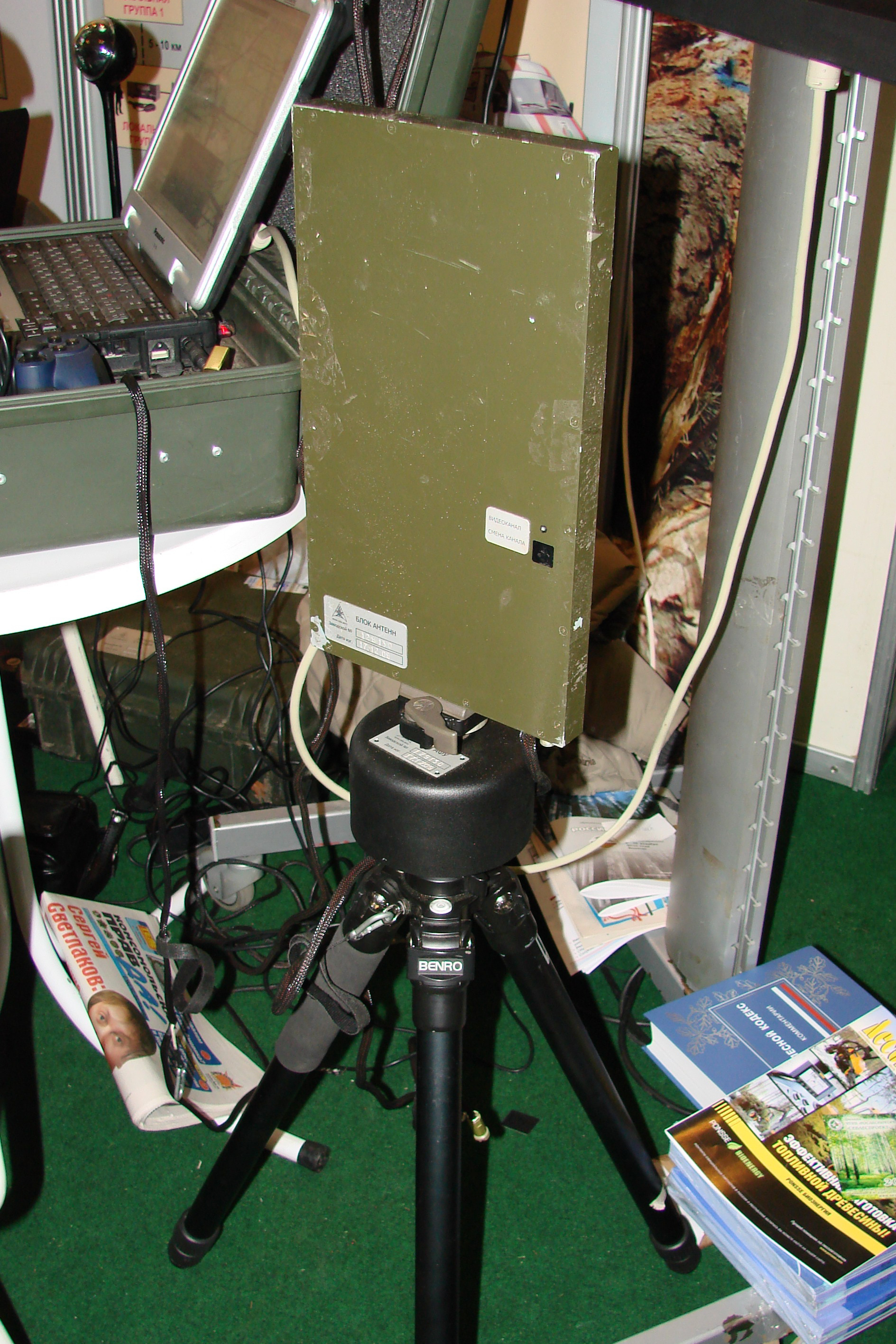
Приймально/передаюча антена
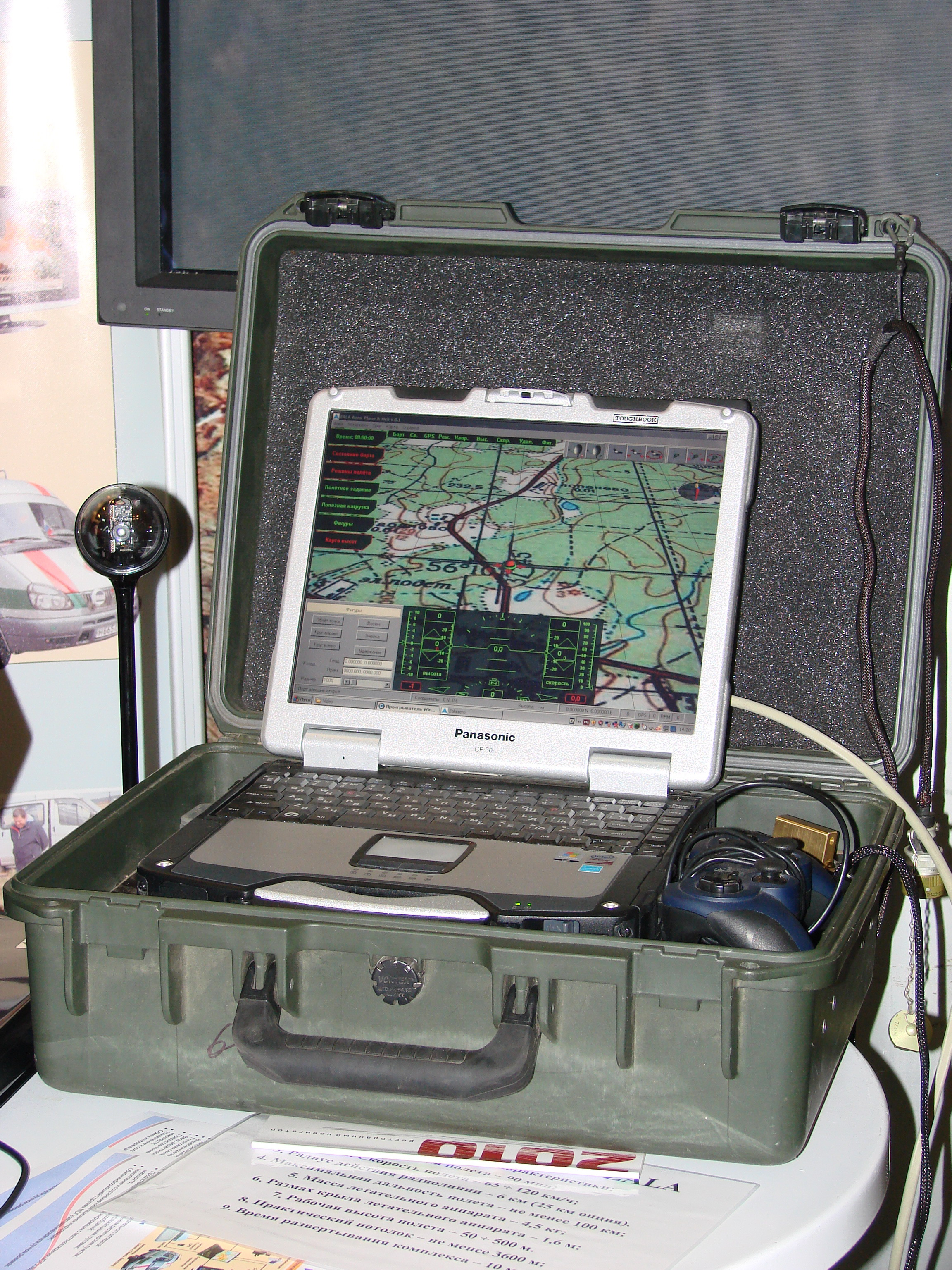
Пульт управління БПЛА

## Використання проти України окупантами в зоні АТО
18 квітня 2016 року безпілотник був збитий в районі села Новоселівка Волноваського району. 